# بيل كوري (لاعب اتحاد الرغبي)
بيل كوري (بالإنجليزية: Bill Currey)‏ هو لاعب اتحاد الرغبي نيوزيلندي، ولد في 2 يونيو 1944 في أوكلاند في نيوزيلندا.